# Haplostoma humesi
Haplostoma humesi – gatunek widłonoga z rodziny Botryllophilidae. Nazwa naukowa tego gatunku skorupiaków została opublikowana w 1995 roku przez japońską zoolog Shigeko Ooishi.